# Падение (фильм, 1997)
"Бабье лето" — американский романтический фильм 1997 года режиссера, сценариста и актёра Эрика Шеффера с Амандой де Кадене в главной роли.

## Сюжет
Майкл Шивер работает таксистом. Как-то в его машину садится Сара - преуспевающая модель, красавица, да к тому же ещё и замужняя. Однако, оказалось, мимолетная встреча заканчивается бурным романом.

## В ролях
- Эрик Шеффер - Майкл
- Аманда де Кадене - Сара
- Рудольф Мартин - Филипп
- Фрэнси Свифт - Робин
- Лиза Видал - Салли
- Роберта Максвелл - Джоан Альтерман
- Скарлетт Йоханссон - Маленькая Девочка

## Критика
Сайт IMDb дал фильму оценку 5,9.